# Mugeni, Harghita
Mugeni (în maghiară Bögöz) este satul de reședință al comunei cu același nume din județul Harghita, Transilvania, România.

## Istoric
Așezare veche, datată spre sfârsitul sec. III și începutul sec. IV. Descoperiri: locuințe, cuptor de olărit, gropi de provizii.

## Obiective turistice
- Ansamblul bisericii reformate din Mugeni: edificiu gotic (navă tăvănită, cor cu absida poligonală si turn-clopotniță), păstrează un valoros ansamblu de pictură murală gotică: legenda Regelui Ladislau, legenda Margaretei din Antiohia (în stil liniar narativ - sec.XIV) și "Judecata de Apoi" (cu ecouri din pictura italiană - cca 1400).

## Imagini

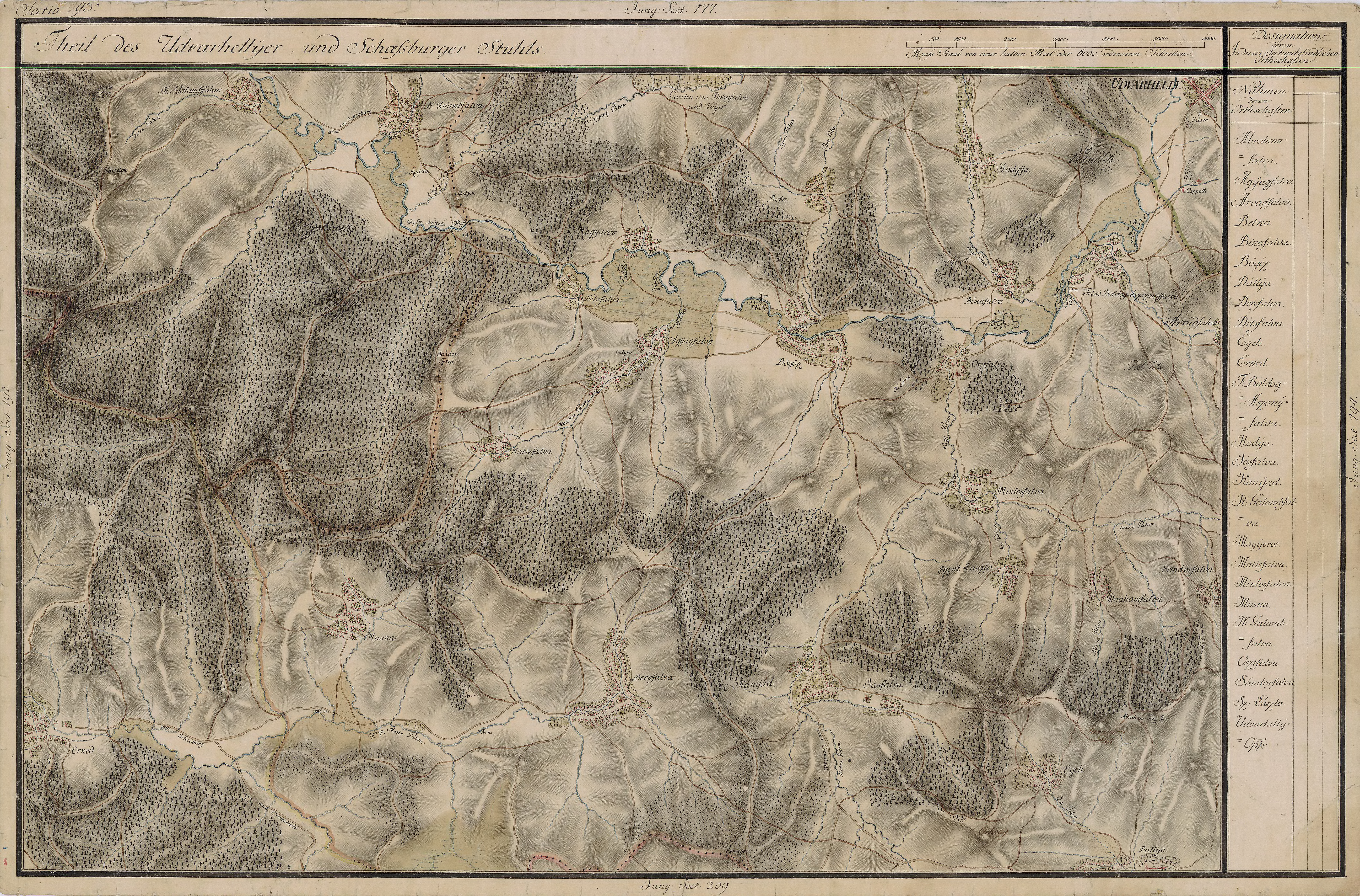
Mugeni în Harta Iosefină a Transilvaniei, 1769-1773
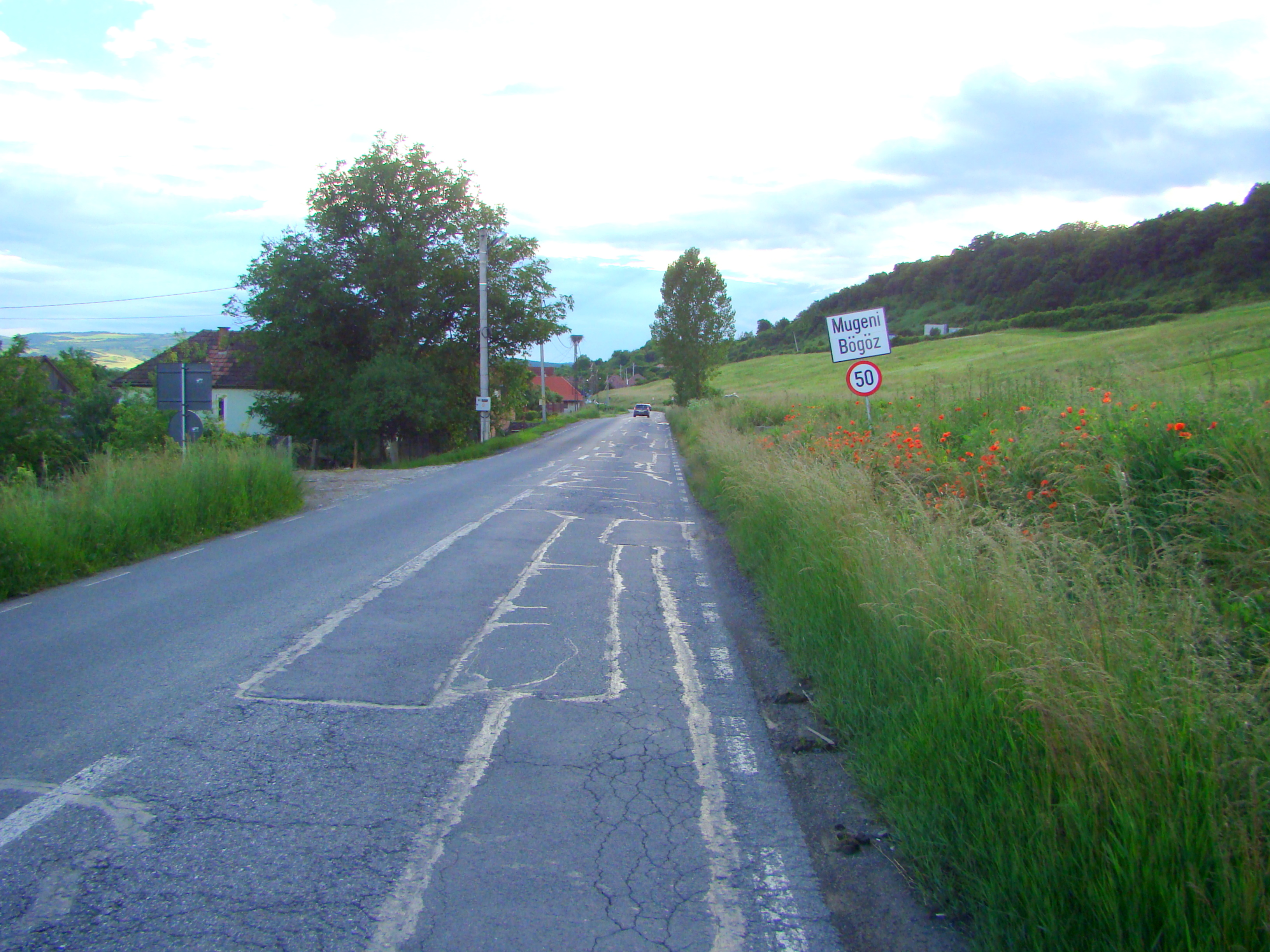
Intrarea în localitate
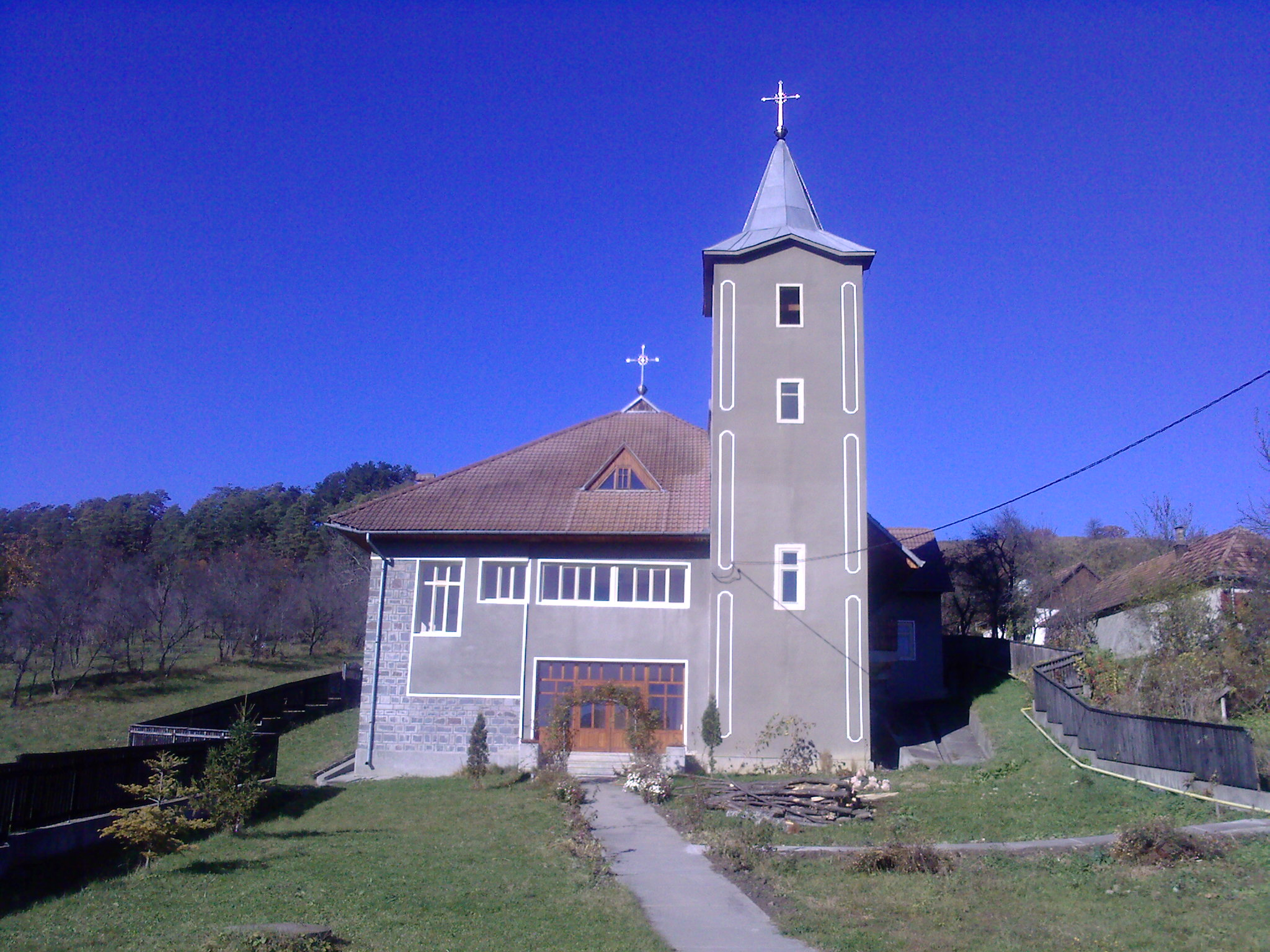
Biserica romano-catolică
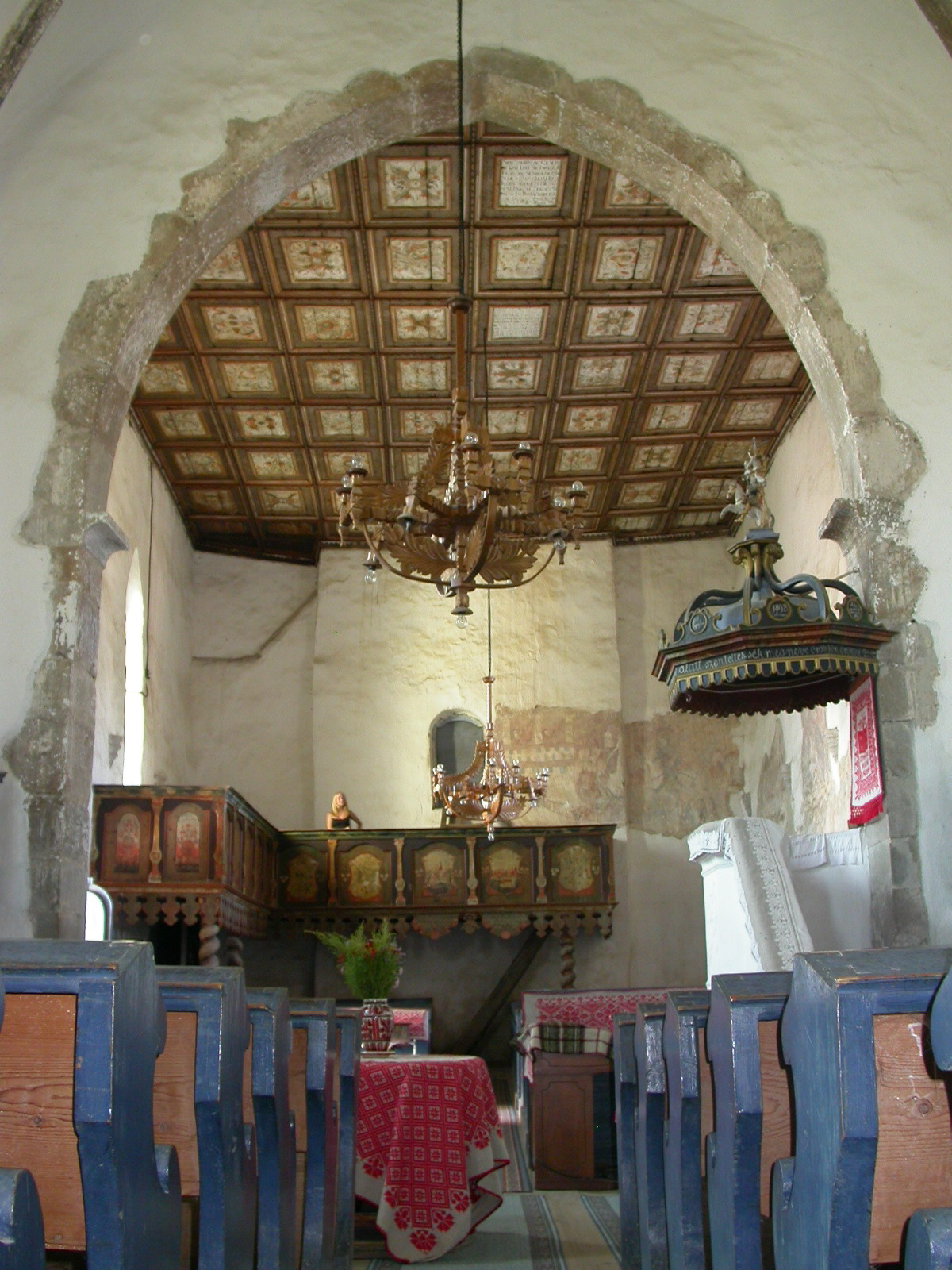
Biserica reformată (monument istoric)